# Epizoanthus scotinus
Epizoanthus scotinus är en korallart som beskrevs av Charles Thorold Wood 1958. Epizoanthus scotinus ingår i släktet Epizoanthus och familjen Epizoanthidae. Inga underarter finns listade i Catalogue of Life.